# Ryongrim
Ryongrim là một kun, hay huyện, ở đông nam tỉnh Changan, Bắc Triều Tiên. Đơn vị này giáp Rangrim, Changjin, Chonchon, Tongsin, Taehung, và Songgan. Huyện có địa hình núi non, có nhiều đỉnh núi như Wagal-bong (2.260m), Ch'ŏnŭimul-san (2.032m), Rangrim-san (2.186m), Milpuldŏk-san (1.577m), Ungŏsusan (2.020m), Toma-bong (1.525m), Paktal-san (1.817m), Taeda-san (1.463m), và Sonamsan (1.178m).